# Hohenbuehelia nigra
Hohenbuehelia nigra är en svampart som först beskrevs av Ludwig David von Schweinitz, och fick sitt nu gällande namn av Rolf Singer 1951. Hohenbuehelia nigra ingår i släktet Hohenbuehelia och familjen musslingar.  Artens status i Sverige är: Ej påträffad. Inga underarter finns listade i Catalogue of Life.